# مورونی (یوتا)
مورونی (به انگلیسی: Moroni) شهری در ایالت یوتا کشور ایالات متحده آمریکا است که جمعیت آن در سرشماری سال ۲۰۱۰ میلادی، ۱٬۴۲۳ نفر بوده‌است.